# Pomerânia
A Pomerânia (em polonês Pomorze; em alemão Pommern; em latim Pomerania ou Pomorania; em pomerano, Pommerland) é uma região histórica e geográfica situada no norte da Polônia e da Alemanha na costa sul do mar Báltico, entre as duas margens dos rios Vístula e Odra, atingindo, a oeste, o rio Recknitz.

## Etimologia
Nas línguas lequíticas, o prefixo "po-" significa "ao longo", diferentemente da palavra "po", que significa "depois". Pomorze, portanto, significa "ao longo do mar". Essa construção é similar aos topônimos Pogórze (Ao longo das montanhas), Polesie (Ao longo da floresta), Porzecze (Ao longo do rio) etc.

## História
A ocupação humana da Pomerânia iniciou no final do último período glacial, aproximadamente 13 000 anos atrás. Foram encontrados restos arqueológicos de várias culturas: da Idade da Pedra e da Idade do Bronze; povos bálticos, germanos e vênedos da Idade do Ferro; e eslavos ocidentais e vikings da Idade Média. A partir do século X, os primeiros governantes poloneses conquistaram a região, integrando sua porção oriental à Polônia, enquanto sua porção ocidental caiu em suserania para a Dinamarca e o Sacro Império Romano-Germânico no final do século XII. Gdansk, estabelecida durante o reinado de Miecislau I da Polónia, se tornou, desde então, o principal porto do Polônia (a não ser nos períodos em que a região se separou da Polônia).
A primeira menção da Pomerânia remonta do latim "longum mare" (= "pelas costas do mar") em um documento papal escrito por volta de 1080: o Dagome iudex, uma cópia abreviada de um documento supostamente escrito no ano de 992. O registro comenta a respeito de certa Oda von Haldensleben e seu esposo "Dagome", assumidamente um governante polonês chamado Miecislau I, e se refere a um território designado por "Dagome" ao papa. Um documento imperial datado em 1046 menciona por primeira vez o termo "Pomerânia", referindo-se a "Zemuzil dux Bomeranorum" (Siemomysl, Duque dos pomeranos). De aí em diante, a "Pomerânia" é mencionada repetidamente nas crônicas de Adão de Brema (ca. 1070) e Galo Anônimo (ca. 1113).

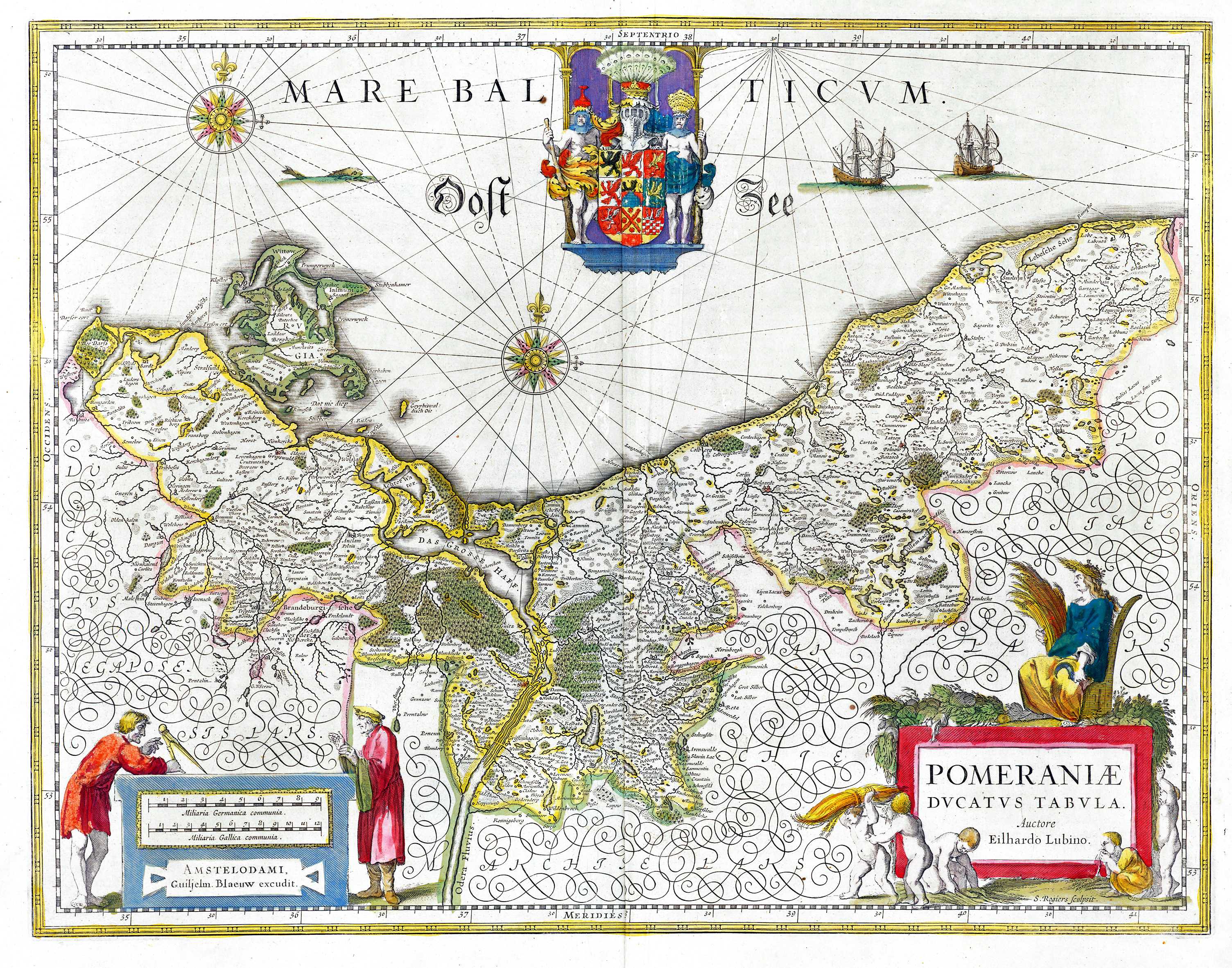
Mapa do século XVII mostrando o Ducado da Pomerânia

No século XII, o ducado da Pomerânia (parte ocidental), como um estado vassalo da Polônia, se tornou cristão devido à ação de Otão de Bamberga (o apóstolo da Pomerânia). Ao mesmo tempo, a Pomerélia (parte leste) se tornou uma parte da diocese de  Włocławek dentro da Polônia. Desde o final do século XII e início do século XIII, o ducado da Pomerânia, da casa de Grifo, permaneceu com o Sacro Império Romano-Germânico, e o principado de Rugia permaneceu com a Dinamarca, enquanto a Pomerélia, sob o reinado dos samborides, era uma parte da Polônia. A Pomerânia, durante sua aliança com o Sacro Império Romano-Germânico, dividiu fronteiras com o estado eslavo ocidental de Oldenburgo, assim como com a Polônia e com a crescente Marca de Brandemburgo. No começo do século XIV, a Ordem Teutónica invadiu e anexou a Pomerélia da Polônia no seu Estado da Ordem Teutónica, que já incluía a Prússia (região). Em razão do domínio teutônico, na terminologia germânica o nome da Prússia se estendeu a territórios conquistados aos poloneses, como a Pomerânia Oriental, embora estes fossem habitados não por prussianos bálticos, mas por lechitas. Enquanto isso, o Ostsiedlung começou a transformar a estreita Pomerânia eslava numa região crescentemente habitada por alemães. Os vendos e poloneses remanescentes, frequentemente conhecidos como cassubianos, continuaram a habitar a Pomerélia. Em 1325, a linha de príncipes de Rügen se extinguiu, e o principado foi herdado pela casa de Grifo.
Em 1466, com a derrota da Ordem Teutônica na Guerra dos Treze Anos, a Pomerélia se tornou novamente sujeita à Coroa do Reino da Polônia e formou a voivodia da Pomerânia, dentro da província da Prússia Real. Enquanto a população alemã do ducado da Pomerânia adotou a Reforma Protestante em 1534, a população polonesa (junto com os cassubianos) continuou com a Igreja Católica. A Guerra dos Trinta Anos assolou e diminuiu a população da Pomerânia; alguns anos depois, o mesmo aconteceu à Pomerélia (O Dilúvio (história polonesa)). Com a extinção da casa de Grifo nessa época, o ducado da Pomerânia foi dividido entre o Império Sueco e Brandemburgo-Prússia em 1648, enquanto a Pomerélia continuou com a coroa polonesa.
A Prússia conquistou as partes sulistas da Pomerânia sueca em 1720, invadiu e anexou a Pomerélia da Polônia em 1772 e 1793, e ficou com o que restou da Pomerânia sueca em 1815, depois das Guerras Napoleônicas. O antigo Brandemburgo-Pomerânia Prussiana e as antigas partes suecas foram reorganizados na província da Pomerânia prussiana, enquanto a Pomerélia se tornou parte da província da Prússia Ocidental. Com a Prússia, ambas as províncias passaram a constituir o novo Império Alemão em 1871. Sob o governo alemão, a minoria polonesa sofreu discriminação e medidas opressivas destinadas a erradicar sua cultura. Em seguida à derrota do império na Primeira Guerra Mundial, no entanto, Pomorze Gdańskie/Pomerelia retornou ao refeito estado polonês, como parte do chamado corredor polonês, enquanto Gdansk/Danzig, de maioria alemã, foi transformada na Cidade Livre de Danzigue. A província alemã da Pomerânia foi expandida em 1938 para incluir partes nortistas da antiga província Posen-Prússia Ocidental. No final de 1939, o anexado Pomorze Gdańskie/corredor polonês se tornou parte da Reichsgau Danzig-Prússia Ocidental nazista. Os nazistas deportaram os judeus pomeranos para uma reserva perto de Lublin, na Pomerélia. A população polonesa sofreu grandemente durante a opressão nazista; mais de 40 000 morreram em execuções, campos da morte, prisões e trabalho forçado, principalmente aqueles que eram professores, negociantes, padres, políticos, antigos oficiais militares, e funcionários públicos. Milhares de poloneses e cassubianos foram deportados, suas casas tomadas pelos militares e funcionários públicos nazistas, assim como por alguns alemães bálticos que foram assentados entre 1940 e 1943.
A história da região é rica e variada, pelo fato de a mesma ter permanecido sob o domínio de diferentes potências ao longo dos séculos. De 1186 a 1806, esteve principalmente sob o domínio do Sacro Império Romano-Germânico. Com a dissolução deste império em 1806, por Napoleão Bonaparte, a Pomerânia tornou-se parte do Reino da Prússia e, depois, do Império Alemão. A partir de então, mais de 330 mil pomeranos emigraram para os Estados Unidos e muitos para o Brasil.
A primeira dinastia de duques pomeranos chamava-se "Grifos" (em alemão, Greifen; em polonês, Gryfici). Eles foram quase sempre vassalos do Sacro Império Romano-Germânico e só por pouco tempo foram vassalos do rei da Polônia. A dinastia reinou do século XI ou século XII até 1637, quando o último duque morreu sem deixar filho herdeiro. Quem herdou o trono foi seu cunhado, o duque do estado alemão de Brandemburgo, da dinastia Hohenzollern. Esta família obteve, assim, dois ducados e, pouco depois, herdou ainda o Ducado da Prússia. Com isso, formou-se, sob o nome de Brandemburgo-Prússia, um Estado e poderoso, formado por esses três ducados e cada vez mais por outras regiões. O duque ganhou o direito de ser chamado de rei. O estado passou a chamar-se Reino da Prússia e a Pomerânia tornou-se uma província. Com a fundação do Império Alemão em 1701, a Pomerânia continuou como província do Reino da Prússia.
Depois da derrota alemã na Segunda Guerra Mundial, toda a Pomerânia ficou sob controle militar soviético e a fronteira polonesa-alemã foi deslocada para oeste, de maneira que Pomerânia ficou dividida na linha Oder-Neisse, entre a Polônia e a zona alemã sob administração soviética - que se tornou mais tarde a república comunista da Alemanha Oriental. A população alemã dos territórios a leste da nova linha de fronteira foi quase completamente expulsa e a área foi repovoada primariamente com poloneses (alguns anteriormente expulsos de Kresy) pelos russos, ucranianos de ascendência polonesa (assentados pela Operação Vístula) e alguns poucos judeus poloneses. A maior parte da Pomerânia Ocidental continuou na Alemanha. Inicialmente, aproximadamente 500 000 pomeranos orientais fugiram e encontraram abrigo nessa região. Posteriormente, eles se mudaram para outras regiões da Alemanha e do mundo. Na Alemanha Oriental, todos os estados foram dissolvidos, mas, depois da reunificação da Alemanha, os antigos estados foram reestabelecidos. Sendo o resto da Pomerânia relativamente pequeno, ele foi reunido com o estado (Bundesland) Mecklemburgo, com o nome Mecklemburgo-Pomerânia Ocidental. A igreja evangélica da Pomerânia, que era a igreja oficial por séculos e é até hoje a igreja predominante na Pomerânia Ocidental, não se adaptou a essas mudanças e, assim, existe, ainda, o bispado evangélico Pomerânia.
Do lado polonês, a Pomerânia é dividida em três voivodias (províncias): Pomerânia Ocidental (em polonês Zachodniopomorskie, ZP), capital Estetino (em alemão Stettin, em polonês Szczecin); Pomerânia (Pomorskie, PM) com a capital Gdańsk (Danzig em alemão); e Pomerânia-Kujawsko (Kujawsko-Pomorskie, KP).

## Pomeranos-brasileiros

### Santa Catarina
Muitos pomeranos emigraram para o Brasil durante o século  XIX, e hoje seus descendentes são parcela considerável em Santa Catarina (cerca de 300 mil em 2006) em especial na cidade de Pomerode, onde lutam para preservar sua cultura e a língua pomerana. De fato, há mais falantes da língua pomerana em Santa Catarina do que na Europa.
Em 2000, uma cópia do portão de tijolos do porto marítimo em Estetino (Szczecin) foi aberta em Pomerode. É um símbolo de memória da região Pomerânia e sua capital Estetino (depois da Segunda Guerra Mundial na Polônia).
[carece de fontes?]

### Espírito Santo
Hoje estima-se que vivem no Espírito Santo aproximadamente 120 mil pomeranos, descendentes dos 4.000 imigrantes que lá chegaram fim do século XIX com destino às regiões montanhosas do estado, em especial às cidades de Domingos Martins, Santa Leopoldina e Santa Maria de Jetibá. Esta última, considerada a cidade "mais pomerana" do Brasil.
A atividade predominante entre os pomeranos capixabas é a agricultura familiar, produzida na serra e vendida em populares feiras orgânicas da capital.
No Espírito Santo, a cultura pomerana é fortemente preservada. Em Santa Maria de Jetibá, além da língua pomerana ser ensinada em escolas da rede pública, as comunidades organizam anualmente a típica Pomerfest - ou festa pomerana -  e os tradicionais casamentos pomeranos. Em 2016, o professor Hilderson Jacob criou o aplicativo de celular "Aprenda Pomerano" que traduz termos de forma didática do pomerano para o português e vice versa.

### Rio Grande do Sul
No Rio Grande do Sul, os imigrantes de origem pomerana também foram numerosos na região de Pelotas, Canguçu, Arroio do Padre, Turuçu e São Lourenço do Sul, no sul do estado; em Agudo, Candelária e Colônia Santo Ângelo, no norte. Fizeram parte também da fundação da comunidade de Esquina Emanuel, no município de Roque Gonzales, no noroeste.

### Rondônia
Em Rondônia, há numerosos brasileiros no município de Espigão do Oeste que são descendentes de pomeranos. Estes vieram para o Brasil e aportaram no Estado do Espírito Santo, e sua descendência espalhou-se por todo o Brasil. No final das décadas de 1960, toda a década de 1970 e início da década de 1980, a União promoveu a ocupação do então Território Federal de Rondônia, o qual passou a Estado de Rondônia em 1981. Milhares desses colonos tinham origem no Estado do Espírito Santo, e milhares destes tinham origem remota dos antepassados na Pomerânia. Por isso, é comum  em Espigão do Oeste, Rondônia haver pessoas que falam pomerano. Há inclusive uma "festa pomerana", a qual é realizada anualmente em junho como forma de valorizar a cultura e o idioma pomerano. [carece de fontes?]
No Estado do Espírito Santo, destacam-se como sendo polo aglutinador da cultura pomerana as cidades de Santa Maria de Jetibá e Vila Pavão. Esta última, fruto da forte influência pomerana, é tida como cidade-gêmea de Espigão do Oeste-Rondônia. [carece de fontes?]

## Mapas históricos

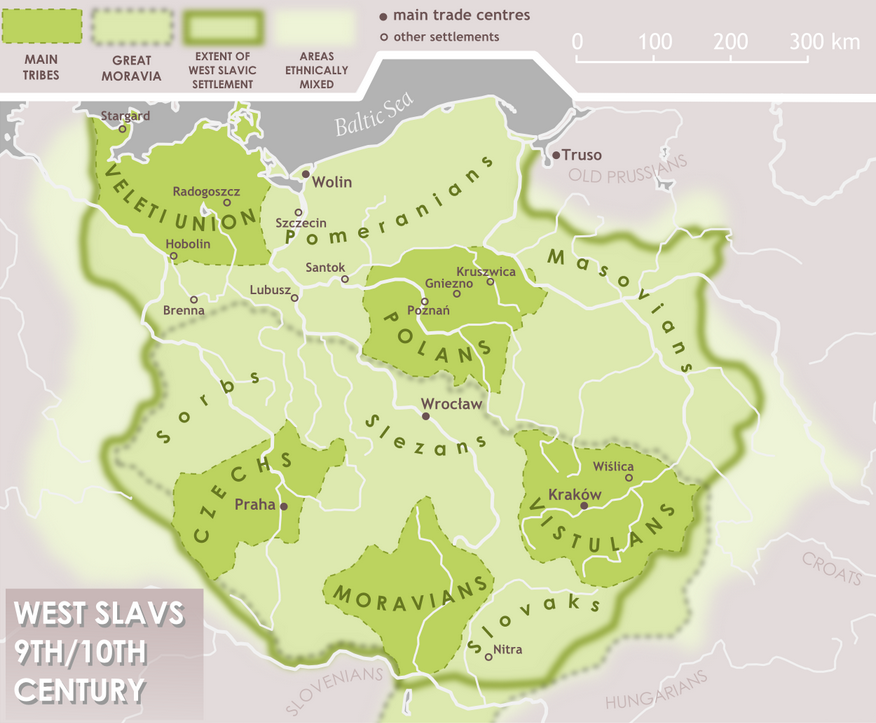
1000 anos de história da área entre o Elba, o Oder e o Vístula
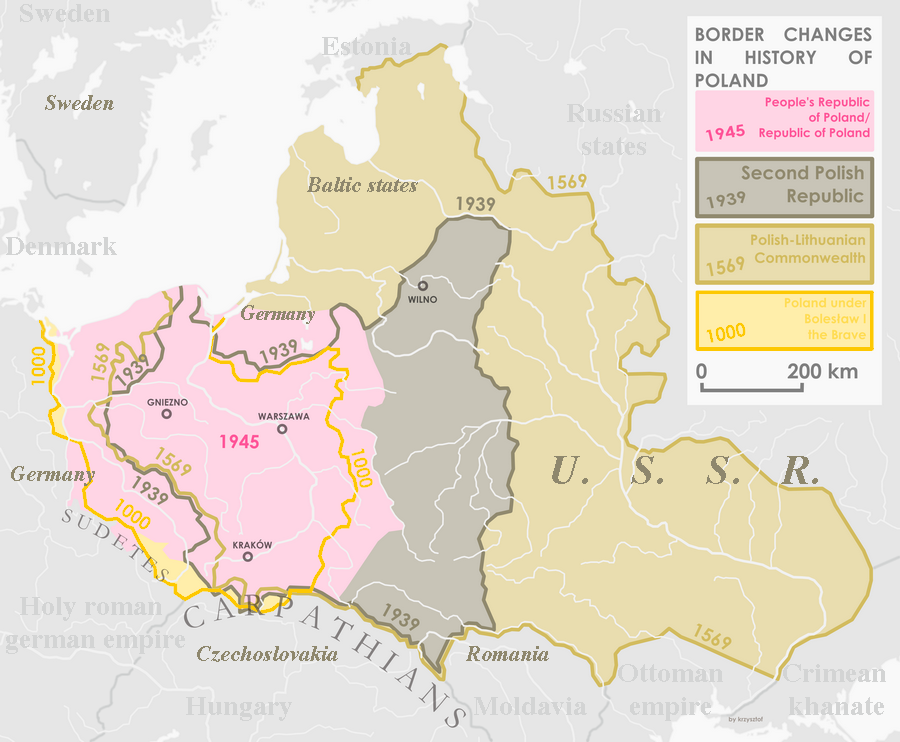
Mudanças de fronteiras na história da Polônia